# Rio Godinoasa
O Rio Godinoasa é um rio da Romênia, afluente do Sohodol, localizado no distrito de Bihor.